# Regering-Paasch I
De regering-Paasch (26 juni 2014 - 17 juni 2019) was een regering van de Duitstalige Gemeenschap, onder leiding van Oliver Paasch. De regering bestond uit de drie partijen: ProDG, SP en PFF. Deze regering volgde de regering-Lambertz III op, na de verkiezingen van 25 mei 2014 en werd opgevolgd door de regering-Paasch II, die gevormd werd na de verkiezingen van 26 mei 2019. Op 30 juni 2014 legde minister-president Oliver Paasch de eed af in handen van koning Filip op het Koninklijk Paleis van Brussel, in aanwezigheid van eerste minister Elio Di Rupo (PS). Vier dagen eerder legden de vier ministers de eed af in het Parlement van de Duitstalige Gemeenschap.

## Verloop

### Regeerakkoord
De Duitstalige gemeenschapsregering is traditioneel de eerste regering die wordt gevormd in België na samenvallende verkiezingen. Maar in tegenstelling tot de andere deelstaten wordt hier eerst een regering samengesteld, maar is het tot september wachten op een regeerakkoord. In de andere entiteiten moet er eerst een akkoord zijn over de inhoud van het regeerakkoord en dan pas kunnen de postjes worden ingevuld.
Volgens Oliver Paasch was de belangrijkste uitdaging voor deze regering het opvangen van de gevolgen van de zesde staatshervorming. De inkomsten van de gemeenschappen stegen door de bevoegdheidsoverdrachten met 30 procent, maar de federale regering stortte niet het volledige budget door en vroeg jaarlijks nog 4 miljoen euro als bijdrage voor het federale bezuinigingsbeleid. Dat diende door besparingen te gebeuren aangezien de Duitstalige gemeenschap net als de Franse gemeenschap geen eigen belastingen kan heffen. De Duitstalige gemeenschap hield ook vast aan de eis tot overdracht van verschillende gewestbevoegdheden zoals ruimtelijke ordening, sociale huisvesting en de provinciale bevoegdheden. Daarnaast wilden ze ook een gegarandeerde vertegenwoordiging in de Kamer zoals dat vandaag reeds het geval is in de Senaat en het Europees Parlement.

### Hervorming kinderbijslag
Tijdens deze legislatuur bereikte de regering een akkoord over de vernieuwde kinderbijslag. Kinderen geboren vanaf 2019 kregen een basisbedrag van 151 euro. Daarnaast kwam er ook een forse toeslag voor grote gezinnen (130 euro), een toeslag van 72 euro voor gezinnen die recht hebben op een verhoogde tegemoetkoming en een jaarlijkse toeslag van 50 euro voor het begin van het nieuwe schooljaar. Het nieuwe systeem trad op 1 januari 2019 in werking.

### Naamsverandering
Deze regering verwees de nogal bureaucratisch aandoende benaming Duitstalige gemeenschap naar de prullenmand. De inwoners van de Duitstalige gemeenten van België gingen zich voortaan presenteren aan de buitenwereld als 'Ostbelgien' of Oost-België. De nieuwe merknaam werd op 15 maart 2017 voorgesteld in Sankt Vith. Voor minister-president Olivier Paasch was de naamsverandering een noodzaak. Hij wilde hiermee de regio een aantrekkelijker, efficiënter en duurzamer imago geven.

### Meer bevoegdheden
Tijdens deze legislatuur kreeg de Duitstalige gemeenschap een reeks bevoegdheden bij die voordien bij het Waalse gewest zaten. Dit werd mogelijk door een akkoord tussen deze regering en die van Wallonië. Het ging over de bevoegdheden Werk, Erfgoed, Voogdij over de gemeenten en de politiezones, Energie, Huisvesting en Ruimtelijke Ordening. Deze overdracht zou goed geweest zijn voor een budget van 6,8 miljoen euro. Volgens minister-president Oliver Paasch was dit een belangrijk moment in de geschiedenis van de kleine deelstaat. De overdracht stond al sinds 1998 op het Duitstalige verlanglijstje.

### Respect voor de Duitse taal
Zowel minister-president Olivier Paasch als minister van Binnenlandse Zaken en Veiligheid Pieter De Crem (CD&V) kwamen tot de conclusie dat officiële documenten al te vaak niet in het Duits beschikbaar waren. Minister de Crem beloofde een proefproject zodat Duitstalige burgers in hun eigen taal geïnformeerd worden door de Belgische overheid. Hierdoor zouden ze, net als alle Belgische burgers, in hun moedertaal bereikt worden. Het vertaalcentrum van Malmedy (Centrale dienst voor Duitse vertaling) zou hiervoor verantwoordelijk zijn. Zij stonden in voor de centralisatie en vertaling van documenten van het ministerie. Paasch vermeldde erbij dat de Duitstalige Gemeenschap een klacht zou indienen bij het Vaste Commissie voor Taaltoezicht, telkens de wet over het gebruik van talen niet werd gerespecteerd.

## Samenstelling
| Ambtsbekleder | Ambtsbekleder | Ambtsbekleder              | Ministerie                                                                     | Partij |
| ------------- | ------------- | -------------------------- | ------------------------------------------------------------------------------ | ------ |
|               |               | Oliver Paasch (1971)       | Minister-president en minister Financiën                                       | ProDG  |
|               |               | Isabelle Weykmans (1979)   | Viceminister-president en minister Cultuur, Werkgelegenheid, Media en Toerisme | PFF    |
|               |               | Antonios Antoniadis (1985) | Minister Gezin, Gezondheid en Sociale Zaken                                    | SP     |
|               |               | Harald Mollers (1977)      | Minister Onderwijs en Wetenschappelijk Onderzoek                               | ProDG  |

## Wetgeving
- Het Gemeentedecreet (Gemeindedekret) van 3 april 2018

Fagnoul · 
Maraite I · 
Maraite II · 
Maraite III · 
Lambertz I · 
Lambertz II · 
Lambertz III ·
Paasch I · 
Paasch II · 
Paasch III